# 千里丘北
千里丘北（せんりおかきた）は、大阪府吹田市にある地名。丁番を持たない単独町名である。

## 概要
千里丘北は吹田市内の東側に位置する町丁で、南に千里丘中、東に新芦屋上や新芦屋下、北に青葉丘南、西に清水と接する。

## 世帯数と人口
2020年（令和2年）3月31日現在（吹田市発表）の世帯数と人口は以下の通りである。
| 町丁     | 世帯数    | 人口    |
| -------- | --------- | ------- |
| 千里丘北 | 1,492世帯 | 4,788人 |

### 人口の変遷
国勢調査による人口の推移。
| 1995年（平成7年）  | 47人    | [ 5 ] |  |
| 2000年（平成12年） | 36人    | [ 6 ] |  |
| 2005年（平成17年） | 37人    | [ 7 ] |  |
| 2010年（平成22年） | 43人    | [ 8 ] |  |
| 2015年（平成27年） | 2,333人 | [ 9 ] |  |

### 世帯数の変遷
国勢調査による世帯数の推移。
| 1995年（平成7年）  | 13世帯  | [ 5 ] |  |
| 2000年（平成12年） | 13世帯  | [ 6 ] |  |
| 2005年（平成17年） | 13世帯  | [ 7 ] |  |
| 2010年（平成22年） | 15世帯  | [ 8 ] |  |
| 2015年（平成27年） | 772世帯 | [ 9 ] |  |

## 学区
市立小・中学校に通う場合、学区は以下の通りとなる（2020年5月時点）。
| 番・番地等 | 小学校                 | 中学校               |
| ---------- | ---------------------- | -------------------- |
| 全域       | 吹田市立千里丘北小学校 | 吹田市立千里丘中学校 |

## 事業所
2016年（平成28年）現在の経済センサス調査による事業所数と従業員数は以下の通りである。
| 町丁     | 事業所数 | 従業員数 |
| -------- | -------- | -------- |
| 千里丘北 | 25事業所 | 690人    |

## 周辺の交通
千里丘北区域内に鉄道は通っていない。吹田市コミュニティバスであるすいすいバスや阪急バス茨木営業所のバスを利用し、最寄りに近い東海道本線（JR京都線）千里丘駅（摂津市千里丘）や大阪モノレール線宇野辺駅（茨木市宇野辺）へ向かうことができる。
また道路は、国道や大阪府道は千里丘北を通過していない。

## 周辺の施設
- 吹田市立千里丘北小学校
- 蓮美幼児学園千里丘ナーサリー
- 地域密着型特別養護老人ホーム・メヌホット千里丘
- 彩つばさ保育園
- マックスバリュ吹田千里丘店
- ファミリーマート吹田千里丘北店

### 廃止された施設
1961年から2007年まで、毎日放送（MBS）の放送センター・スタジオが所在した。
- 毎日放送千里丘放送センター
- ミリカホール
- 毎日放送千里丘ミリカセンター

## その他

### 日本郵便
- 郵便番号 : 565-0815[3]（集配局：吹田千里郵便局[12]）。